# وزارت امور خارجه قطر
وزارت امور خارجه قطر (عربی: وزارة الخارجیة دولة قطر) وزارتخانه مسئول رسیدگی به روابط خارجی و دیپلماتیک قطر و حفظ سفارتخانه‌های آن در سراسر جهان است. در حال حاضر محمد بن عبدالرحمان آل ثانی در رأس این وزارتخانه قرار دارد و وزیر امور خارجه قطر است.

## تاریخچه
قطر تا پایان جنگ جهانی اول بخشی از امپراتوری عثمانی بود و پس از آن تحت قیمومیت بریتانیا درآمد. پس از دستیابی به استقلال کامل از بریتانیا در سال ۱۹۷۱، دولت قطر وزارت خارجه مستقل خود را بنیان نهاد.

## فهرست وزرا
منبع:
- ۱۹۷۱–۱۹۷۲: شیخ خلیفه بن حمد آل ثانی
- ۱۹۷۲–۱۹۸۵: شیخ سعید بن حماد آل ثانی
- ۱۹۸۵–۱۹۸۹: شیخ احمد بن سیف آل ثانی
- ۱۹۸۹–۱۹۹۰: عبدالله بن خلیفه العطیه
- ۱۹۹۰–۱۹۹۲: مبارک بن علی الخاطر
- ۱۹۹۲–۲۰۱۳: شیخ حمد بن جاسم بن جابر ال ثانی
- ۲۰۱۳–۲۰۱۶: خالد بن محمد العطیه
- ۲۰۱۶-اکنون: شیخ محمد بن عبدالرحمان آل ثانی